# Línea N5 (EMT Málaga)
La línea N5 de la EMT de Málaga  comienza en la estación de autobuses de Muelle Heredia y termina en la urbanización de Los Jazmines, en Churriana. Da servicio al distrito Centro, a la Comisaría de Policía de Pza. Manuel Azaña, a San Julián, Guadalmar, plaza Mayor y Churriana los sábados por la noche (madrugada del domingo). No son válidos los títulos de transporte de la EMT, pero sí la tarjeta del Consorcio de transportes. 
Es operada con un microbús de una empresa externa a la EMT.

## Características
La línea conecta el centro de la ciudad con la comisaría de Policía, San Julián, Guadalmar y Churriana realizando pocas paradas intermedias y utilizando la MA 20. Es empleada principalmente por usuarios del interior de Churriana que la utilizan para regresar desde el centro.

## Historia
La línea fue puesta en servicio hace en 2016, como respuesta a las demandas vecinales que exigían la llegada del autobús nocturno al distrito de Churriana.

### Material Móvil
La línea funciona con un microbús de Vázquez Olmedo los sábados por la noche.

## Horarios

### Sábados noche y vísperas de festivos
| 00 | 02 |
| 30 | 30 |

| 01 | 03 |
| 30 | 30 |

## Recorrido

### Ida
La línea inicia su recorrido en la estación de autobuses del Muelle Heredia. Desde ahí, cambia de sentido y gira por la Alameda incorporándose a la Avd. Andalucía. Para en la Comisaría y toma la M20, saliendo en San Julián. Para frente al Leroy Merlín y al Decathlon y entra a Guadalmar. Recorre Manuel Curros Enríquez, Castellón de la Plana, Rogelio Oliva y entra a la Ctra. Campo de Golf. Para en plaza Mayor y entra a Churriana por la Ctra. de Coín, que recorre hasta girar a C\Torremolinos. Desde allí, continúa por Teresa Blasco, Camino del Retiro y Eduardo Palanca.
| Código | Parada                          | Situación               | Conexión EMT | Lugares de interés     |
| ------ | ------------------------------- | ----------------------- | ------------ | ---------------------- |
| 13801  | Avd. Manuel Agustín Heredia     | Centro - Estación Buses |              |                        |
| 2701   | Avd. Manuel Agustín Heredia     | Centro                  | 7, 40        |                        |
| 2003   | Plaza Manuel Azaña              |                         | 11 25 E      |                        |
| 1078   | Camino Loma San Julián          | Centro Comercial        | 5            | Decathlon/Leroy Merlín |
| 1037   | Camino Loma San Julián          | Centro Comercial        | 5            | Decathlon/Leroy Merlín |
| 1013   | Manuel Curros Enríquez          | Ctra. Guadalmar         | 5            |                        |
| 1014   | Manuel Curros Enríquez          | Calle Wilkinson         | 5            |                        |
| 1015   | Castellón de la Plana           | Residencia              | 5            |                        |
| 1016   | Rogelio Oliva                   | Hotel Guadalmar         | 5            | Hotel Trip             |
| 1017   | Rogelio Oliva                   | Calle Wilkinson         | 5            |                        |
| 1018   | Rogelio Oliva                   | Ctra Campo de Golf      | 5            |                        |
| 1036   | Ctra Campo de Golf              | Arraijanal              | 5            |                        |
| 1019   | Ctra Campo de Golf              | Vega de Oro             | 5            |                        |
| 1020   | Ctra Campo de Golf              | Parador de Turismo      | 5            |                        |
| 1074   | Avda. Monserrat Caballé         | Parque de Ocio          | 5            | Plaza Mayor            |
| 1022   | Ctra. Coín - Los Paseros        | Carretera de Coín, 20   | 5 9 10       |                        |
| 1023   | Ctra. Coín - Centro Comercial   | Carretera de Coín, 32   | 5 9 10       |                        |
| 1024   | Ctra. Coín - P. I. El Álamo     | Carretera de Coín, 62   | 5 9 10 N5    |                        |
| 1025   | Ctra. Coín - Heliomar           |                         | 10           |                        |
| 13802  | Cuartel de la Guardia Civil     |                         |              |                        |
| 1026   | Torremolinos - Heliomar         |                         | 10           |                        |
| 1027   | Torremolinos - Avda. San Javier |                         | 10           |                        |
| 1028   | Teresa Blasco - Mercado         |                         | 9 10         |                        |
| 1029   | Camino del Retiro - La Tosca    |                         | 9 10         |                        |
| 1030   | Camino del Retiro - Cementerio  |                         | 9 10         |                        |
| 1031   | Eduardo Palanca - Los Jazmines  |                         | 9 10         |                        |

### Vuelta
Recorre la calle Torremolinos y desciende por el Camino Nuevo hasta la plaza de la Inmaculada. Entra por la calle de la Vega. Sigue recto por calle Monsálvez, que desemboca en el centro de salud del barrio. Llega hasta la carretera de Coín pasando por las calles Enrique Van Dulken y Periodista Juan Antonio Rando. Desciende por la vía citada hasta el cruce de Churriana, donde en la rotonda gira a la derecha para tomar la avenida Monserrat Caballé, parando en plaza Mayor. Recorre el campo de Golf, Dª Clarines, Hespérides, Moby Dick, Manuel Curros Enríquez y Cno. de la Loma San Julián para salir a la Avd. Andalucía desde la MA 20, continuando hasta el Muelle Heredia.
| Código | Parada                               | Situación                           | Conexión EMT | Lugares de interés     |
| ------ | ------------------------------------ | ----------------------------------- | ------------ | ---------------------- |
| 1026   | Torremolinos - Heliomar              |                                     | 10           |                        |
| 1027   | Torremolinos - Avda. San Javier      |                                     | 10           |                        |
| 1028   | Teresa Blasco - Mercado              |                                     | 9 10         |                        |
| 1066   | Plaza de la Inmaculada               | Plaza de la Inmmaculada, 2          | 9 10         |                        |
| 1083   | Monsálvez                            | C/ Monsálvez, 2                     | 9            | IES Jacaranda          |
| 1084   | Enrique Van Dulken - Centro de Salud | C/ Enrique Van Dulken, 7            | 9            | Churriana              |
| 1085   | Periodista J. A. Rando               | C/ Periodista Juan Antonio Rando, 1 | 9            |                        |
| 1072   | Ctra. Coín - Lurdes                  | Carretera de Coín, 23               | 5 9 10       |                        |
| 1072   | Ctra. Coín - La Casita de Madera     | Carretera de Coín, 23               | 5 9 10       |                        |
| 1073   | Ctra. Coín - Los Paseros             | Carretera de Coín, 7                | 5 9 10       |                        |
| 1080   | Avd. Monserrat Caballé               | Parque de Ocio                      | 5            | Plaza Mayor            |
| 1075   | Ctra. Campo de Golf                  | Parador de Turismo                  | 5            |                        |
| 1076   | Ctra. Campo de Golf                  | Vega de Oro                         | 5            |                        |
| 1077   | Ctra. Campo de Golf                  | Arraijanal                          | 5            |                        |
| 1011   | Dª Clarines                          | Guadalmar                           | 5            |                        |
| 1012   | Hespérides                           | Guadalmar                           | 5            |                        |
| 1051   | Moby Dick                            | U. Guadalmar                        | 5            |                        |
| 1052   | Moby Dick                            | Residencia                          | 5            |                        |
| 1053   | Manuel Curros Enríquez               |                                     | 5            |                        |
| 1054   | Manuel Curros Enríquez               | Ctra Guadalmar                      | 5            |                        |
| 13863  | Camino Loma San Julián               | Centro Comercial                    | 5            | Decathlon/Leroy Merlín |
| 13864  | Camino Loma San Julián               | Centro Comercial                    | 5            | Decathlon/Leroy Merlín |
| 2055   | Plaza Manuel Azaña                   |                                     | 11 25 E      |                        |
| 13801  | Avd. Manuel Agustín Heredia          | Centro                              |              |                        |